# Rhufoniog

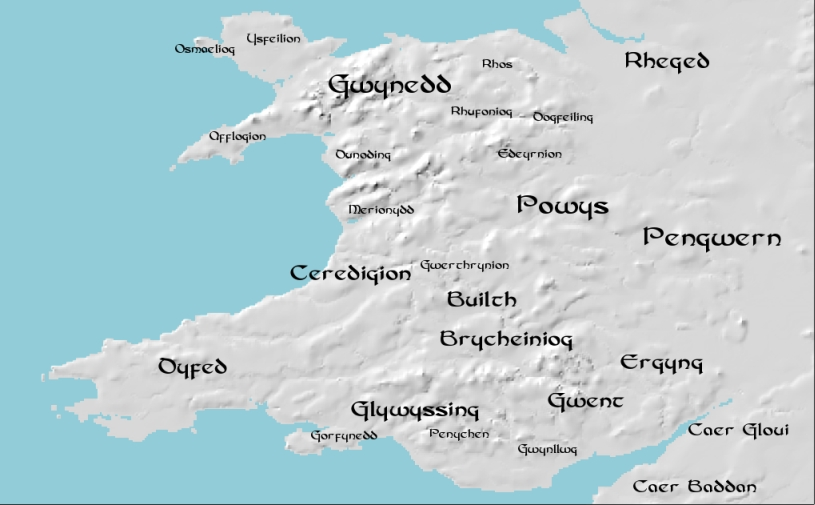
Il Galles nel V secolo.

Il Rhufoniog fu un piccolo sub-regno del Gwynedd del Galles altomedievale. Il suo primo sovrano fu Rhufon (che regnò sotto il controllo del fratello Einion Yrth) il terzo figlio del primo sovrano del Gwynedd, Cunedda. Per un certo periodo questo regno fu forse indipendenza, ma attorno al 450 tornò sotto il diretto controllo del Gwynedd di Maelgwyn Gwynedd
I suoi sovrani furono:
- Rhufon ap Cunedda (ca 445);
- Mor ap Rhwfon (ca 465);
- Aidan ap Mor (ca 495);
- Moreith ap Aidan (ca 520);
- Mor ap Moreith  (ca 540).